# Cyberknife
CyberKnife jest urządzeniem systemu radioterapii produkowanym przez Accuray Incorporated. Urządzenie wykorzystywane jest do radiochirurgii guzów łagodnych, złośliwych oraz innych stanów tego wymagających.

## Urządzenie
Urządzenie łączy w sobie kompaktowy akcelerator liniowy zamontowany na manipulatorze robotycznym oraz zintegrowany system naprowadzania obrazu. System naprowadzania obrazu rejestruje stereoskopowe obrazy kiloVoltowe podczas leczenia, śledzi ruch guza i kieruje zrobotyzowanym manipulatorem w celu precyzyjnego i dokładnego ustawienia wiązki terapeutycznej do poruszającego się guza. System jest przeznaczony do radiochirurgii stereotaktycznej (SRS) i stereotaktycznej radioterapii ciała (SBRT). System jest również używany do selektywnej radioterapii konformalnej 3D (3D-CRT) i radioterapii z modulacją intensywności (IMRT).

## Historia
System został wynaleziony przez Johna R. Adlera, profesora neurochirurgii i radioonkologii na Stanford University, oraz Petera i Russella Schonbergów z Schonberg Research Corporation. Było to rozwinięcie pierwszego w tamtym czasie leczenia napromienianiem 3D zrealizowanego za pomocą akceleratora liniowego wytwarzającego promieniowanie rentgenowskie o mocy 4 MeV, wciąż używanego tylko na powierzchniach płaskich jako CAT, przez fizyka Renzo Carlo Avanzo w szpitalu w Vicenza (Włochy). Cyberknife był pierwszym dedykowanym akceleratorem liniowym zwiększającym precyzję i skracającym czas zabiegu. Pierwszy system został zainstalowany na Uniwersytecie Stanforda w 1991 r. i został dopuszczony przez FDA do badań klinicznych w 1994 r. Po latach badań klinicznych FDA zatwierdziła system do leczenia guzów wewnątrzczaszkowych w 1999 r. oraz do leczenia guzów w dowolnym miejscu ciała. W 2001 r. od pierwotnego projektu Accuray Incorporated wypuściło na przestrzeni lat siedem modeli CyberKnife System: CyberKnife G3 System w 2005 roku, CyberKnife G4 System w 2007 roku, CyberKnife VSI System w 2009 roku, CyberKnife M6 System w 2012 roku oraz CyberKnife S7 System w roku 2020.

## Zastosowanie medyczne
System używany jest do leczenia guzów trzustki, wątroby, prostaty, kręgosłupa, raka gardła, guzów mózgu i zmian łagodnych.